# Jerry Lee Lewis (musikalbum, 1958)
Jerry Lee Lewis är den amerikanska rock and roll- och rockabillysångaren Jerry Lee Lewis debutalbum, utgivet i maj 1958 i USA, och i januari 1959 i Storbritannien. På albumet finns bland annat hitsången "High School Confidential", men dock inte större hitsånger som "Whole Lotta Shakin' Goin' On" och "Great Balls of Fire" som inte togs med av albumets producent Sam Phillips.

## Låtlista
| 1. | "Don't Be Cruel"  | Otis Blackwell            | 2:00 |
| 2. | "Goodnight Irene" | Huddie Ledbetter          | 2:52 |
| 3. | "Put Me Down"     | Roland Janes              | 2:06 |
| 4. | "It All Depends"  | Billy Mize                | 2:57 |
| 5. | "Ubangi Stomp"    | Charles Underwood         | 1:44 |
| 6. | "Crazy Arms"      | Ralph Mooney, Chuck Seals | 2:41 |

| 7.           | "Jambalaya"                      | Hank Williams                 | 1:57  |
| 8.           | "Fools like Me"                  | Jack Clement, Murphy Maddux   | 2:48  |
| 9.           | "High School Confidential"       | Jerry Lee Lewis, Ron Hargrave | 2:27  |
| 10.          | "When the Saints Go Marching In" | –                             | 2:06  |
| 11.          | "Matchbox"                       | Carl Perkins                  | 1:40  |
| 12.          | "It'll Be Me"                    | Jack Clement                  | 2:12  |
| Total längd: | Total längd:                     | Total längd:                  | 27:30 |